# Nußbach (Felső-Ausztria)
Nußbach osztrák község Felső-Ausztria Kirchdorf an der Krems-i járásában. 2019 januárjában 2289 lakosa volt.

## Elhelyezkedése

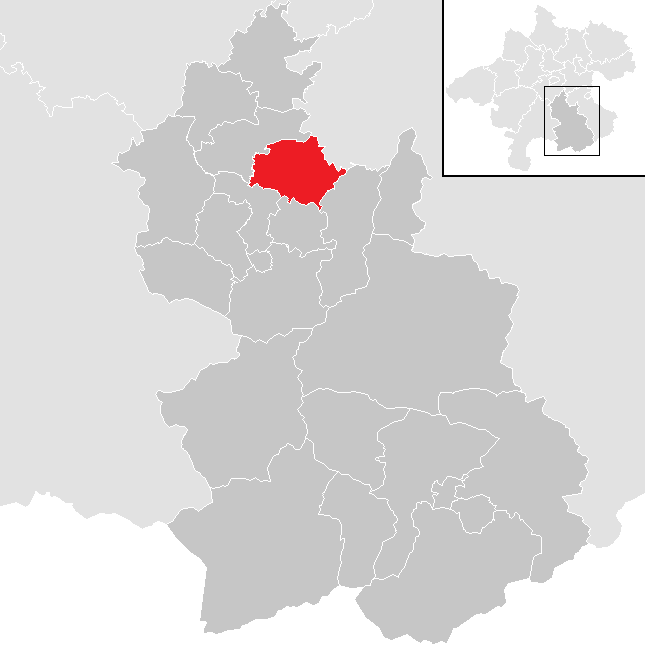
Nußbach a Kirchdorf an der Krems-i járásban

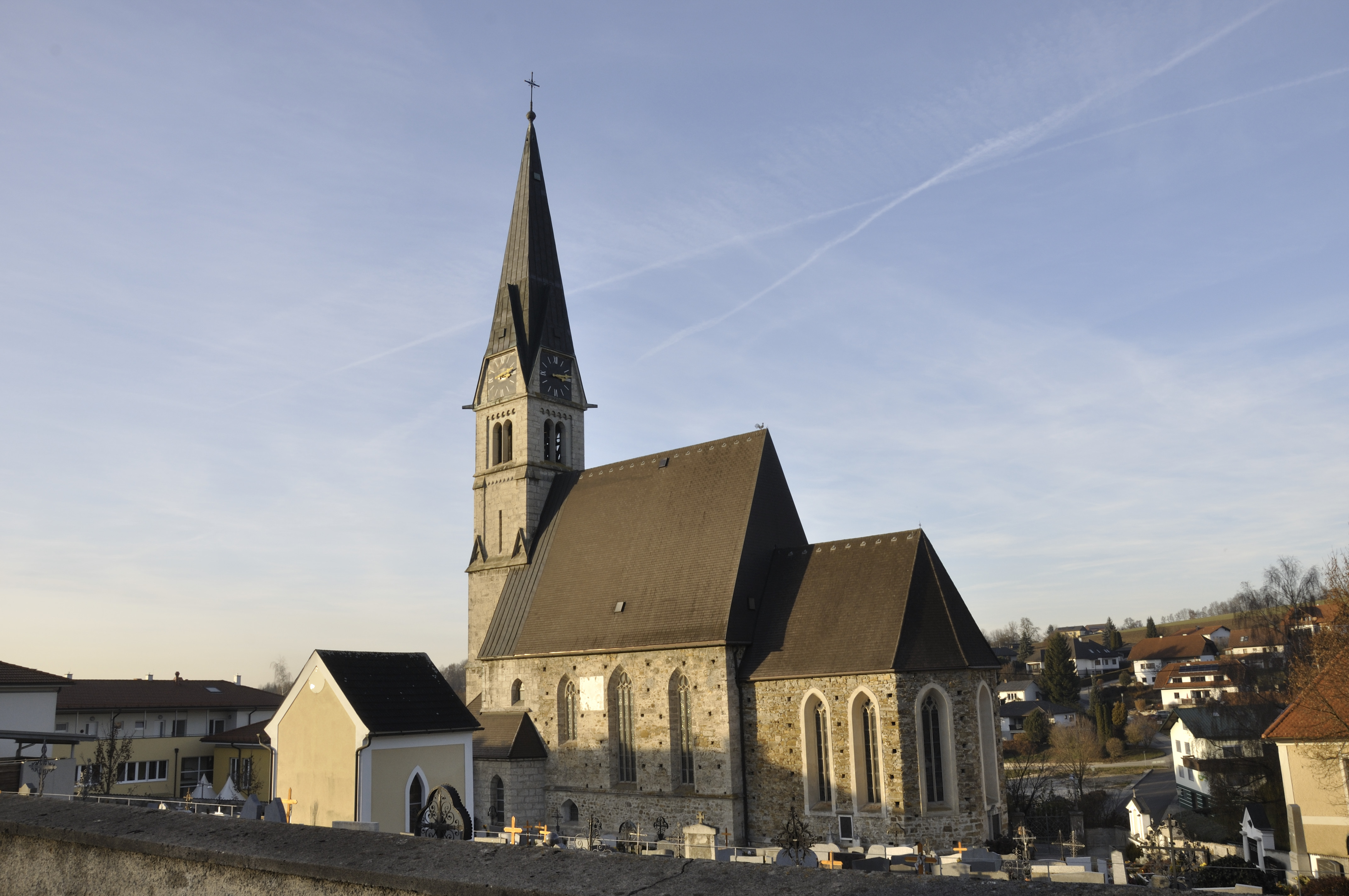
A Szt. Leonhard-plébániatemplom

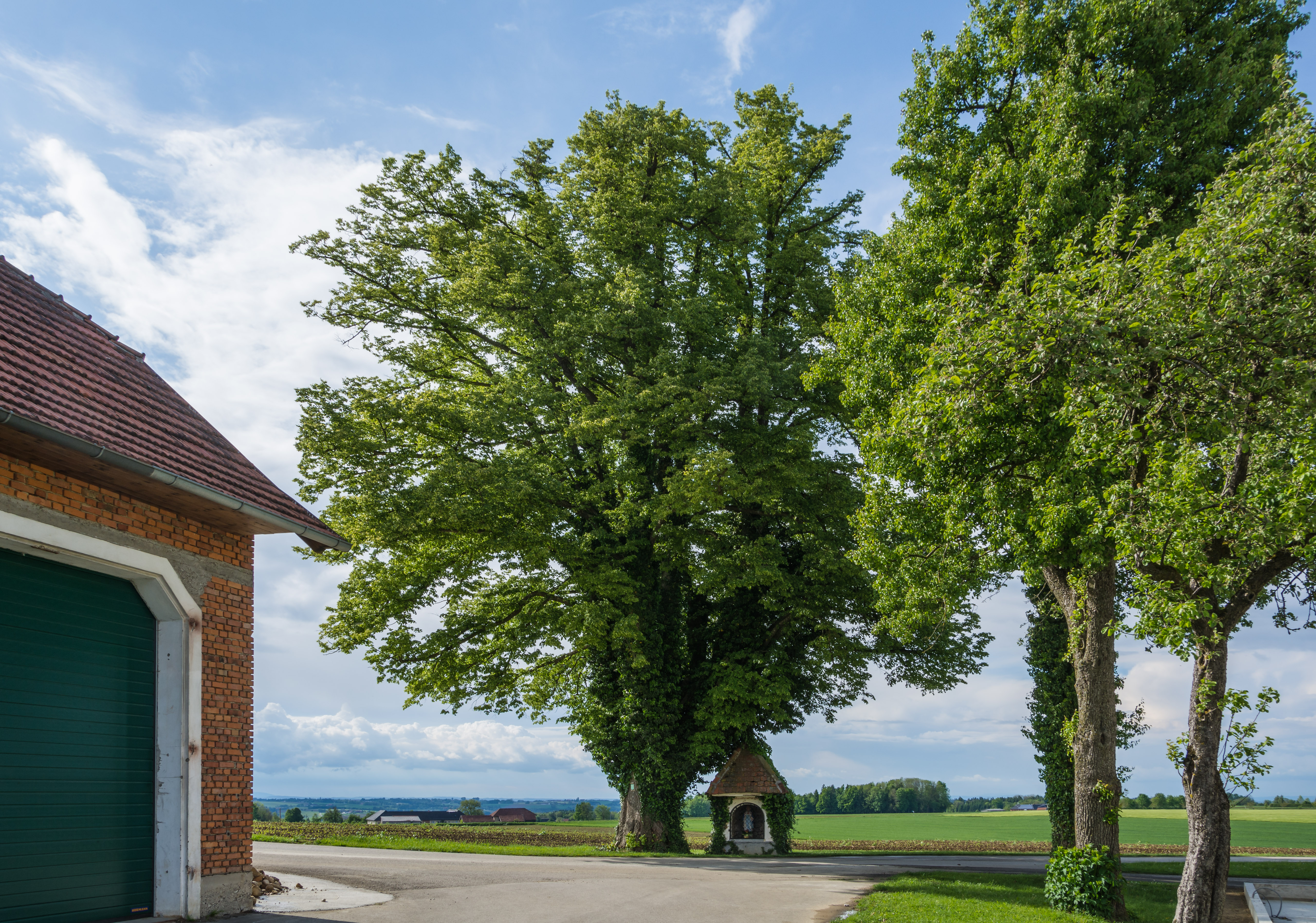
Védett hársfa és Mária-kápolna Nußbachban

Nußbach Felső-Ausztria Traunviertel régiójában fekszik a Nußbach folyó mentén. Területének 20,7%-a erdő és 69,4% áll mezőgazdasági művelés alatt. Az önkormányzat 7 településrészt, illetve falut egyesít: Auern (354 lakos 2019-ben), Dauersdorf (472), Jageredt (104), Natzberg (110), Nußbach (913), Plaschlhof (90) és Sinzendorf (246). 
A környező önkormányzatok: délkeletre Grünburg, délre Oberschlierbach, délnyugatra Schlierbach, északnyugatra Wartberg an der Krems, északra Pfarrkirchen bei Bad Hall, északkeletre Adlwang.

## Története
Nußbachot először 1110 körül említik azon birtokok között, amelyeket II. Ottokár stájer őrgróf adományozott a garsteni kolostornak. 1270 körül itt telepedett le a Sinzendorf nemesi család, amely eredetileg a kremsmünsteri apátság hűbérese volt. 1470-re megépült a falu gótikus stílusú temploma és nürnbergi szárnyasoltárt kapott. 1596-ban a parasztok a magas adók miatt fellázadtak. 1679-ben és 1713-ban pestis pusztított a vidéken. 1784-ben II. József egyházreformját követően Nußbach egyházközsége önállóvá válik (addig Wartberghez tartozott). A napóleoni háborúk során 1805-ben és 1809-ben is megszállták a franciák. 1822-ben kihalt az 550 éves Sinzendorf-család. 1850-ben megalakult a községi önkormányzat; 1892-ben egy részét az akkor alakuló Adlwanghoz csatolják. A második világháború végén az iskolában menekültszállást rendeztek be. Nußbach az amerikai megszállási zónához tartozott, egészen 1955-ig. 1981-ben egy sportrepülőgép lezuhant a község területén, a balesetnek két halálos áldozata volt.      

## Lakosság
A nußbachi önkormányzat területén 2019 januárjában 2289 fő élt. A lakosságszám 1961 óta gyarapodó tendenciát mutat. 2017-ben a helybeliek 96,9%-a volt osztrák állampolgár; a külföldiek közül 1% a régi (2004 előtti), 1,8% az új EU-tagállamokból érkezett. 2001-ben a lakosok 95,3%-a római katolikusnak, 1,4% evangélikusnak, 2% pedig felekezeten kívülinek vallotta magát. 
A lakosság számának változása:

| 2016 | 2 249 |
| 2018 | 2 286 |

## Látnivalók
- a Szt. Leonhard-plébániatemplom
- helyi specialitás a Nussgeist, fűszeres zölddió-likőr.

## Fordítás
- Ez a szócikk részben vagy egészben  a   Nußbach (Oberösterreich) című német Wikipédia-szócikk ezen változatának fordításán alapul.  Az eredeti cikk szerkesztőit annak laptörténete sorolja fel. Ez a jelzés csupán a megfogalmazás eredetét és a szerzői jogokat jelzi, nem szolgál a cikkben szereplő információk forrásmegjelöléseként.